# Província de Blida
La província o wilaya de Blida (àrab: ولاية البليدة, wilāyat al-Blīda) és una província o wilaya d'Algèria, amb capital a la ciutat homònima. Altres localitats d'aquesta província són: Beni Mered, Boufarik, Bougara, Chréa, El Affroun, Hammam Melouane, Larbaa, Mouzaia i Ouled Yaich.